# Carmen Kassová
Carmen Kassová (* 14. září 1978 Tallinn) je estonská supermodelka, podnikatelka, herečka a bývalá politička.
Vyrůstala ve vesnici Mäo nedaleko města Paide a má dva sourozence. Ve čtrnácti letech byla v tallinnském supermarketu objevena italským "hledačem tváří". V osmnácti se přestěhovala do Milána, později přesídlila do Paříže. Tehdy její kariéra začala nabírat na obrátkách a stala se úspěšnou a vyhledávanou modelkou po celém světě. Objevila se v reklamách mnoha módních a kosmetických značek jako Calvin Klein, Chanel, Donna Karan, Givenchy, Fendi, Michael Kors, the Gap či Sephora. Nakonec se vrhla na podnikání v oboru, když se stala spolumajitelkou firmy Baltic Models.
V roce 2000 byla časopisem Vogue zvolena Modelkou roku. Téhož roku se na obálce amerického Vogue objevila po boku Gisele Bündchen a obě byly označeny za supermodelky nové éry.
Okrajově se uplatnila i jako herečka, například v komedii Zoolander s Benem Stillerem či v estonském filmu Täna öösel me ei maga (v USA uváděném pod názvem Set Point).

V roce 2004 kandidovala do Evropského parlamentu, a to za stranu Res Publica. Dostala 2315 hlasů a nebyla zvolena.
V roce 2023 se objevila na obálce české mutace časopisu Vogue pro měsíc únor.  Rozhovor s ní připravila modelka Eva Herzigová, která je rovněž dobrou kamarádkou Carmen.